# Hoplobatrachus tigerinus
Hoplobatrachus tigerinus es una especie de anfibio anuro de la familia Dicroglossidae. Se encuentra en el sur de Asia, y se ha introducido en Madagascar y en las islas Maldivas. 